# Safirbukig smaragd
Safirbukig smaragd (Chrysuronia lilliae) är en akut utrotningshotadfågel i familjen kolibrier. Den är endemisk för Colombia.

## Utseende och läten
Safirbukig smaragd är en 9 cm lång, glänsade grön kolibri med glittrigt blå undersida. Näbben är medellång och nästan rak, med svart övre näbbhalva och röd undre. Stjärten är blåsvart och kliven. Honan har inte beskrivits. Hane safirstrupig smaragd kan vara mycket lik, men saknar blått på nedre delen av bröstet och buken. Enda kända lätet är ett kort och lätt läspande, skallrande ljud, snabbt upprepat fem till tio gånger: "klrr..klrr..klrr..klrr..klrr...".

## Utbredning och systematik
Fågeln förekommer i kusttrakter i norra Colombia (departementen Atlántico, Magdalena och La Guajira). Den behandlas som monotypisk, det vill säga att den inte delas in i några underarter.

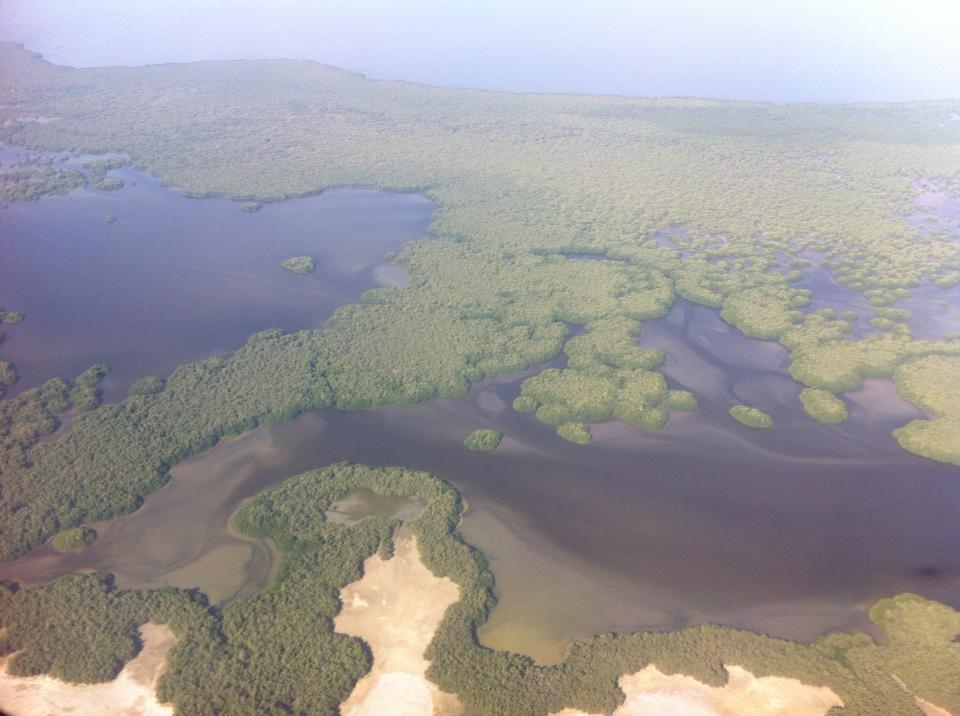
Våtmarkerna i Ciénaga Grande de Santa Marta är en av artens två huvudfästen.

### Släktestillhörighet
Arten placeras traditionellt i släktet Lepidopyga, men genetiska studier visar att arterna i släktet bildar en närbesläktad grupp tillsammans med några Amazilia- och Hylocharis-kolibrier samt bronsstjärtad smaragd (Chrysuronia oenone). Alla dessa placeras därför numera i ett och samma släkte, där Chrysuronia har prioritet.

## Levnadssätt
Arten hittas i kustnära mangroveskogar, tillfälligt även i xerofila buskmarker. Den verkar föredra skogar med Erythrina fusca när dessa blommar. Andra tider på året frekventerar den mangroveträsk där den livnär sig bland annat på insekter. Fågeln nyttjar även miljöer påverkade av människan och saltslätter intill mangroven.

## Status
Arten är sällsynt och bara känd från ett fåtal områden. IUCN kategoriserar arten som starkt hotad. Beståndet uppskattas till mellan 285 och 440 vuxna individer.

## Namn
Den amerikanske ornitologen Witmer Stone som beskrev arten 1917 gav den det vetenskapliga namnet lilliae för att hedra sin fru Lillie Stone.